# نقير الكلية
نقير الكلية (باللاتينية: hilum renale) أو العنيبة الكلوية أو السرة الكلوية، أي شقوقها الوسطى المجففة حيث تمر الأوعية والأعصاب والحالب. الحدود الإنسية للكلية هي مقعرة في الوسط ومحدبة نحو الأطراف؛ يتم توجيهها إلى الأمام وإلى الأسفل قليلاً. ويعرض الجزء المركزي لها شقًا طوليًا عميقًا تحده شفاه أمامية وخلفية بارزة. هذا الشق هو نقير ينقل الأوعية والأعصاب والحالب. من الأمام إلى الخلف، يخرج الوريد الكلوي، يدخل الشريان الكلوي، والحوض الكلوي يخرج من الكلية.